# Bargirl

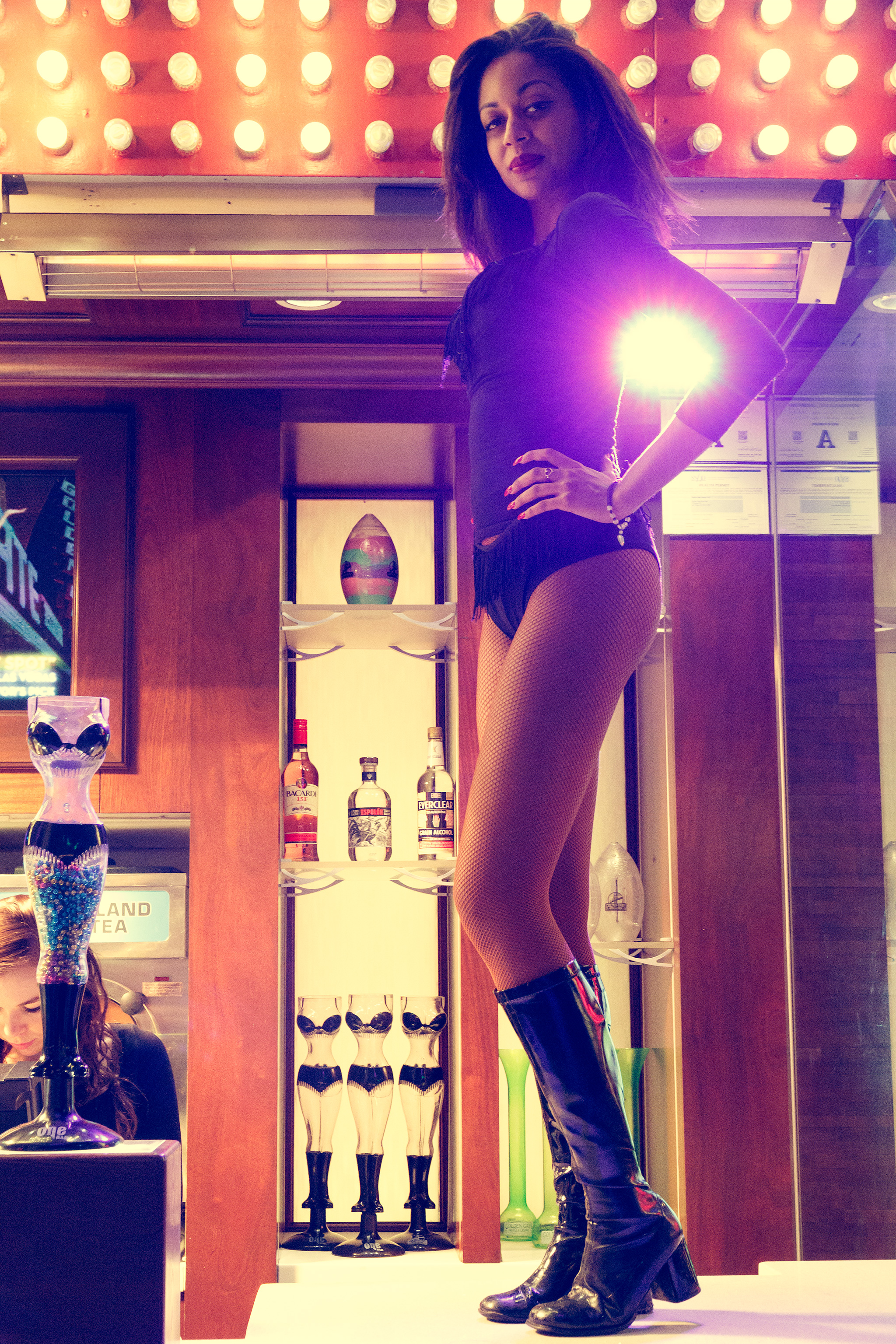
Uma bargirl em Las Vegas.

Uma bargirl ("garota de bar", em tradução literal) é uma mulher paga para entreter clientes em um bar ou boate. Variantes do termo incluem "B-girl" e "juicy girl". Muitas bargirls trabalham como recepcionistas de bar, conversando com clientes individualmente. Elas também podem oferecer entretenimento sexual, como lap dance, ou oferecer serviços sexuais. Algumas bargirls trabalham como dançarinas de bar proporcionando entretenimento mais público, geralmente na forma de dança erótica, go-go dance ou striptease. A natureza exata do entretenimento varia muito de lugar para lugar, dependendo do local.
Bargirls trabalham em vários tipos de bares ao redor do mundo, incluindo strip clubs e bares tradicionais nos EUA, bares de recepcionistas no Leste Asiático, bares go-go e "bares de cerveja" no Sudeste Asiático, dance bars na Índia, e boliches na Argentina.
Uma multa de bar é um pagamento feito por um cliente aos operadores de um bar ou boate no Leste e Sudeste Asiático que permite que uma garota de bar saia mais cedo do trabalho, geralmente para acompanhar um cliente para serviços sexuais.

## Métodos de pagamento
As bargirls geralmente recebem uma comissão sobre as bebidas compradas por seus clientes, seja uma porcentagem ou um valor fixo adicionado ao preço da bebida. Esta é frequentemente a principal fonte de renda de uma bargirl, mas outras fontes de renda podem incluir um salário, gorjetas (frequentemente a principal fonte de ganhos) e uma porcentagem de qualquer multa do bar. Elas também podem receber uma cota periódica de bebida. Os salários podem ser aumentados para bargirls que têm mais encontros sexuais, pois acredita-se que eles atraem mais clientes para o bar. Às vezes, são feitas deduções dos ganhos se o bar fornecer comida e acomodação para a bargirl.
O álcool tem sido usado como moeda para sexo transacional na África do Sul e em Uganda.

## Prostituição debargirlsna África
Na Etiópia, na década de 1970, bargirls eram comuns em bares. As que trabalhavam nos bares maiores recebiam alimentação, alojamento e um pequeno salário em troca de seu trabalho de atrair, servir e entreter clientes. Normalmente, elas também ofereciam serviços sexuais aos seus clientes, cujos termos eram negociados separadamente com eles. Algumas bargirls tinham muitos encontros sexuais, enquanto outras restringiam seus serviços sexuais a homens específicos.
O livro de John M. Chernoff de 2003, "Hustling Is Not Stealing: Stories of an African Bar Girl", registrou as experiências de uma garota de bar na África Ocidental na década de 1970. Foi premiado com o Prêmio Victor Turner de Escrita Etnográfica de 2004.
Na década de 1990, foram realizadas pesquisas sobre o trabalho sexual realizado por garotas de bar no Malawi, onde os termos bar girl e prostituta eram sinônimos. As garotas de bar eram oficialmente contratadas para servir bebidas e limpar o bar, mas os salários pagos por seu trabalho eram baixos, muitas vezes inferiores ao salário mínimo legal, e às vezes nem sequer eram pagos. Para complementar sua renda, a maioria das garotas de bar se envolvia em sexo comercial com a cooperação dos donos do bar, que viam isso como um meio adicional de atrair clientes. Os bares geralmente forneciam às garotas de bar quartos individuais sem aluguel, que serviam como um local para encontros sexuais com clientes. Os frequentadores dos bares eram tipicamente homens desacompanhados de esposas ou namoradas. Eles tinham, em sua maioria, empregos assalariados, por exemplo, como transportadores internacionais. Embora a prostituição no Malawi seja ilegal, a ação policial era tomada principalmente contra prostitutas de rua, em vez de garotas de bar, já que estas últimas não eram consideradas como aliciadoras. A maioria das garotas de bar, frequentemente em desesperada necessidade de dinheiro, se envolvia em sexo para sobrevivência por necessidade econômica. Esta foi uma das principais razões para a persistência no trabalho sexual. Os exames realizados na época indicaram que cerca de 80% das bargirls eram portadoras do vírus HIV.

## Prostituição debargirlsna Ásia

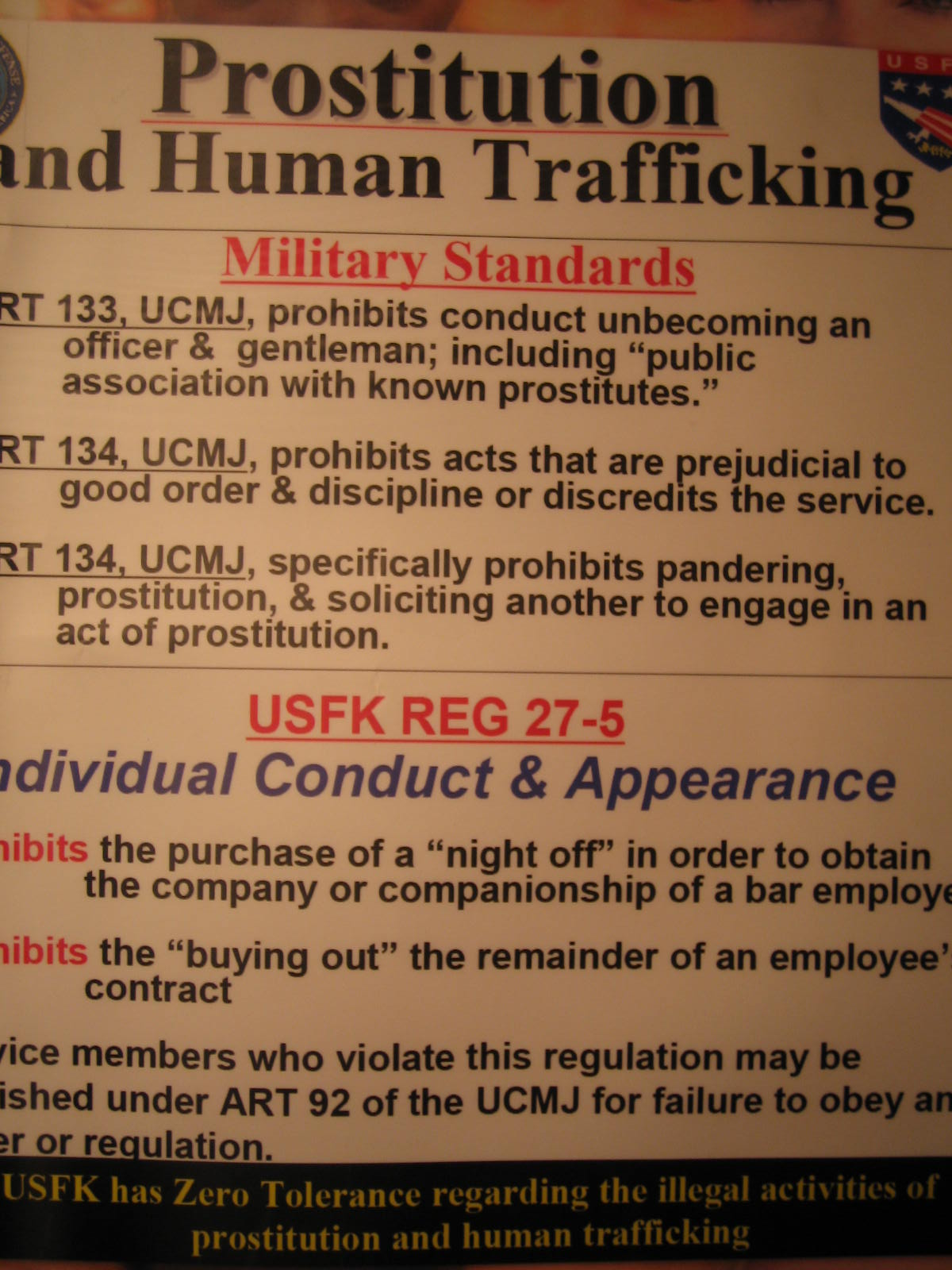
Um cartaz das Forças Armadas dos Estados Unidos na Coreia, alertando os soldados para não se envolverem em prostituição ou comprarem uma "multa de bar", aqui chamada de "noite de folga".

Nas culturas populares do Leste Asiático do século XX, a garota de bar e a garota da casa de chá tornaram-se personagens arquetípicas associadas à prostituição, substituindo a cortesã tradicional nesse papel. As condições de trabalho para prostitutas variam tanto entre os países asiáticos quanto dentro deles. Mesmo dentro de cada país, as condições podem variar amplamente entre os locais.[carece de fontes?]

### China
A prostituição na República Popular da China foi eliminada durante o governo de Mao Zedong, mas retornou posteriormente. No século XXI, existem casas noturnas onde as bargirls ganham gorjetas e solicitam prostituição.

### Coreia do Sul
É uma prática comum na Coreia do Sul que bargirls também atuem como prostitutas, seja no local (com o bar efetivamente atuando como um prostíbulo) ou sendo contratadas mediante o pagamento de uma multa. "Juicy bars" perto dos portões das bases militares dos Estados Unidos fornecem prostitutas para soldados americanos na Coreia do Sul. A prostituição é ilegal na Coreia do Sul desde 2004 e, desde 2005, o Código Uniforme de Justiça Militar proíbe militares americanos de comprar os serviços de prostitutas, com bares e clubes suspeitos de serem locais de prostituição sendo declarados "proibidos" para militares.

### Filipinas
Garotas de bares de biquíni nas Filipinas dançam em plataformas elevadas usando biquínis minúsculos ou vestimentas transparentes de duas peças. Elas trabalham em bares de biquíni que fazem parte da indústria do sexo do país. Nos bares go-go de Angeles, nas Filipinas, as dançarinas geralmente trabalham como prostitutas e vão embora com os clientes após o pagamento de uma multa de bar. Nas Filipinas, o papel de garota de bar tornou-se estereotipado e estigmatizado devido à sua associação com a prostituição e as forças armadas dos Estados Unidos.

### Japão
No Japão do pós-guerra, as garotas de bar eram encontradas em clubes de jazz, que forneciam um local de encontro para militares americanos e prostitutas.
No Japão, um "visto de artista" foi introduzido em 1981, permitindo que mulheres filipinas migrantes trabalhassem em casas noturnas japonesas. O trabalho incluía dançar em shows de striptease, socializar com convidados masculinos e, em alguns casos, prostituir-se.

### Tailândia
Na Tailândia, são os go-go bars, e não os bares de cerveja, os locais para a dança de bar no palco. As dançarinas de bar em bares go-go geralmente usam biquínis, lingerie ou fantasias fetichistas, embora possam se apresentar de topless ou ocasionalmente nuas. Às vezes, elas fazem pole dance ou participam de shows de sexo ou shows de truques, como o show de pingue-pongue. A dança de bar na Tailândia às vezes é usada para solicitar prostituição. Em países como a Tailândia, onde a prostituição de bargirls é comum, é tecnicamente ilegal, mas amplamente tolerada. Algumas bargirls na Tailândia são empregadas por um bar mas a maioria é autônoma, obtendo sua renda da dança, persuadindo os clientes do bar a comprar bebidas e da prostituição. Onde as bargirls trabalham como prostitutas, elas podem aceitar vários clientes de "curto prazo" ou aceitar clientes de "longo prazo" durante a noite ou por alguns dias. As bargirls mais bem-sucedidas se tornam empreendedoras, em alguns casos viajando para o exterior com seus namorados estrangeiros.
Uma "multa de bar" é um pagamento feito por um cliente aos operadores de um bar que permite que uma dançarina, recepcionista ou alguma outra funcionária desse bar saia mais cedo do trabalho, geralmente para acompanhar o cliente fora do bar. A multa do bar geralmente é retida pelo bar em troca da perda de renda, mas em algumas redes de bares maiores, a bargirl pode receber uma parte da multa, com grande parte do restante sendo usada para pagar testes de DST e HIV para as bargirls. A parte da multa do bar paga à bargirl costuma ser em torno da metade, embora possa ser menor se o bar apoiar suas bargirls fornecendo-lhes alimentação e acomodação. Embora não sejam universais, as multas de bar são frequentemente associadas a locais que oferecem prostituição a estrangeiros.
A maioria das mulheres que trabalham nos bares go-go e bares de cerveja da Tailândia (bares de recepcionistas ao ar livre) são migrantes econômicas. Elas vêm principalmente das áreas mais pobres do país, norte e nordeste da Tailândia. O trabalho em bares permite que elas ganhem muitas vezes mais do que ganhariam na agricultura. Muitas trabalham como bargirls por alguns anos para ajudar suas famílias, permitindo-lhes pagar suas dívidas e melhorar suas condições de vida. Alguns bares de cerveja empregam bargirls assalariadas, enquanto outros as empregam como freelancers, e há alguns bares de cerveja que fazem as duas coisas. Algumas bargirls assalariadas também trabalham como garçonetes de bar. Há uma variação significativa nas condições de trabalho entre os estabelecimentos no distrito da luz vermelha da Tailândia em Pattaya. Alguns bares empregam mulheres relativamente bem pagas que moram fora do bar, enquanto outros empregam mulheres com salários mais baixos que moram no bar.[carece de fontes?]

### Vietnã
Durante a Guerra do Vietnã, um sistema de prostituição apoiado pelos militares permitiu que as garotas de bar prestassem serviços sexuais aos militares americanos. As garotas de bar vietnamitas usavam roupas ocidentais, ao contrário da maioria dos vietnamitas da época.

## "Atividade B-girl" nos Estados Unidos
Nos Estados Unidos, as B-girls (uma abreviação de bar girls) eram mulheres que eram pagas para conversar com clientes do sexo masculino e incentivá-los a comprar bebidas para ambos. As bebidas eram frequentemente diluídas em água ou sem álcool para minimizar os efeitos do álcool nas B-girls e reduzir o custo para o bar. As B-girls se originaram em casas noturnas e foram contratadas por bares nos EUA durante as décadas de 1940 e 1950. Elas andavam seminuas e frequentemente trabalhavam como garotas de programa em vez de artistas. Em suas memórias, Maya Angelou descreve o trabalho como B-girl em um strip club de São Francisco na década de 1950.
A atividade de B-girls diminuiu nos Estados Unidos mas ainda ocorre. Como a prostituição é ilegal na maior parte do país e restrita a bordéis licenciados nas partes de Nevada onde é legal, as B-girls que atuam como prostitutas estão infringindo a lei. A prática de aceitar bebidas em troca de pagamento é especificamente proibida em muitas localidades. Bares foram invadidos e fechados por "atividade de B-girls". Em um caso de 1962, donos de casas noturnas suspeitos de terem ligações com um sindicato do crime de Chicago foram levados perante o Comissão de Extorsões do Senado. O Boston Globe relatou que "uma das atividades criminosas [do sindicato], segundo depoimento, é a operação de casas noturnas baratas que usam B-girls para solicitar bebidas aguadas a preços altos dos clientes, ou até mesmo se prostituir com elas." Era comum que B-girls vestidas com recato se passassem por secretárias que pararam no bar para tomar uma bebida a caminho de casa do trabalho. O cliente do sexo masculino, com a impressão de ter encontrado um "encontro" para a noite, comprava para ela uma bebida cara após a outra, apenas para ser abandonado depois.
Um relatório de 1984 do Internal Revenue Service dos EUA descreveu garotas de bar solicitando prostituição em bares, hotéis e restaurantes. O relatório afirmava que elas ganhavam mais por trabalho sexual do que prostitutas de rua ae geralmente ofereciam serviços mais variados. Às vezes, elas pagavam comissão ao estabelecimento onde trabalhavam. Em alguns casos, elas usavam quartos de hotel para sexo, geralmente fornecidos pela gerência do hotel ou por um cliente. O relatório sugeria que as tentativas da polícia de reprimir a atividade prendendo garotas de bar raramente tinham sido bem-sucedidas.
Em 2014, autoridades municipais de Kenner, Luisiana (um subúrbio de Nova Orleães), onde a prática é ilegal, substituíram a palavra "B-girl" por "B-drinker" em suas leis sobre bebidas alcoólicas para evitar discriminação de gênero.
Garotas de bar em clubes de striptease nos Estados Unidos costumam se apresentar no palco como "strippers", atraindo clientes masculinos por meio de nudez e posturas sugestivas. Elas não precisam ter treinamento profissional ou experiência como dançarinas.

### Na cultura popular
- Marilyn Monroe foi indicada ao Globo de Ouro por seu papel como B-girl em Bus Stop (1956). No filme, a personagem de Monroe, Chérie, consome quatro coquetéis antes que seu companheiro perceba.[44]

- Darlene, uma personagem de A Confederacy of Dunces, de John Kennedy Toole, trabalha como B-girl no bar Night of Joy.[45]

- No episódio "Deluge", da quarta temporada de M*A*S*H, o Gavião Arqueiro diz ao Padre John Mulcahy: "Você se parece com uma 'B' girl que conheci em San Diego". O Padre Mulcahy responde brincando: "É bem possível. Eu me formei na faculdade de teologia como uma 'B' girl em San Diego".[46]

- No telefilme O Jovem Indiana Jones e o Tesouro do Olho do Pavão, Indiana Jones (Sean Patrick Flanery) se envolve com uma mulher chamada Lily (Jayne Ashbourne). Quando se conhecem, Lily trabalha como bargirl na ilha de Java. Eles se reencontram depois que Lily perde todo o seu dinheiro, é colocada em um navio e recebe ordens para nunca mais voltar (o que implica que ela foi expulsa da cidade por prostituição).